# Aralia glabrifoliolata
Aralia glabrifoliolata là một loài thực vật có hoa trong Họ Cuồng. Loài này được (C.B.Shang) J.Wen mô tả khoa học đầu tiên năm 2002.